# Amietophrynus tuberosus
Amietophrynus tuberosus là một loài cóc thuộc họ Bufonidae.
Loài này có ở Cameroon, Cộng hòa Trung Phi, Cộng hòa Congo, Cộng hòa Dân chủ Congo, Guinea Xích Đạo, và Gabon.
Môi trường sống tự nhiên của chúng là rừng ẩm vùng đất thấp nhiệt đới hoặc cận nhiệt đới, vùng núi ẩm nhiệt đới hoặc cận nhiệt đới, sông ngòi, đầm nước, và đầm nước ngọt.
Chúng hiện đang bị đe dọa vì mất nơi sống.